# Daiju Sasaki
Daiju Sasaki (jap. 佐々木 大樹, Sasaki Daiju; * 17. September 1999 in Hamada, Präfektur Shimane) ist ein japanischer Fußballspieler.

## Karriere
Daiju Sasaki erlernte das Fußballspielen in der Jugendmannschaft von Vissel Kōbe. Hier unterschrieb er 2018 auch seinen ersten Profivertrag. Der Verein aus Kōbe spielte in der höchsten Liga des Landes, der J1 League. Von September 2018 bis Juli 2019 wurde er an den brasilianischen Club Palmeiras São Paulo nach São Paulo ausgeliehen. Nach der Ausleihe kehrte er im August 2019 zu Vissel zurück. 2019 gewann er mit Vissel den Kaiserpokal. Im Endspiel siegte man gegen die Kashima Antlers mit 2:0. Anfang 2020 gewann er mit Vissel den Supercup. Gegen den japanischen Meister von 2019, den Yokohama F. Marinos, gewann man im Elfmeterschießen mit 6:5. Am Ende der Saison 2023 feierte er mit dem Verein aus Kōbe die japanische Meisterschaft. Am 24. November 2024 stand er mit Vissel Kōbe im Endspiel des Kaiserpokals. Gegen Gamba Osaka gewann man durch das Tor von Taisei Miyashiro mit 1:0. Am Ende der Saison 2024 feierte er mit Vissel zum zweiten Mal die japanische Meisterschaft.

## Erfolge
Vissel Kōbe
- Japanischer Meister: 2023, 2024
- Japanischer Supercup: 2020
- Japanischer Pokalsieger: 2019, 2024